# Mutoid Man
Mutoid Man ist eine US-amerikanische Metalcore-, Punk- und Rock-Band aus New York City, die 2012 gegründet wurde.

## Geschichte
Die Band wurde im Jahr 2012 in Brooklyn von dem Gitarristen und Sänger Stephen Brodsky und dem Schlagzeuger Benjamin Koller gegründet. Nachdem der Bassist Nicholas Cageao zur Band gekommen war, erschien 2013 über Magic Bullet Records die EP Helium Head. Im folgenden Jahr wurde ein Plattenvertrag bei Sargent House Records abgeschlossen, worüber im Juni 2015 das Debütalbum Bleeder erschien. Das Album war von Kurt Ballou produziert worden. Ebenfalls seit 2015 sind Mutoid Man als Hausband der Metal-Late-Night-Show Two Minutes to Late Night tätig. Das zweite Album schloss sich 2017 unter dem Namen War Moans an. Hierauf sind Adam McGrath, Chelsea Wolfe und Ben Chisholm als Gastmusiker zu hören. Im Frühjahr 2019 tourte die Band mit Kvelertak und Mastodon Europa. Anfang Juni 2021 wurde ein drittes Album angekündigt und der Ausstieg von Bassist Cageao bekannt gegeben. Sein Nachfolger wurde Jeff Matz, der auch in der Band High on Fire spielt. Das dritte Studioalbum Mutants wurde für den 28. Juli 2023 angekündigt.

## Stil
Laut Thom Jurek von Allmusic spielt die Band Metalcore, in den Elemente aus dem Hardcore Punk, Rock ’n’ Roll, Math-Rock, Progressive Rock und Neo-Psychedelic-Rock eingearbeitet wurden. Simon Dümpelmann vom Rock Hard stellte fest, dass auf Bleeder sowohl die Punk- und Mathcore-Wurzeln als auch „poppige Stadion-Rock-Ambitionen“ feststellbar sind. Er fasste die Musik zusammen mit den Worten: „Rasanter Abrock-Prog zwischen Mastodon und Thrice, mit Ecken und Kanten, aber trotzdem recht zugänglich“. In einer späteren Ausgabe rezensierte Dümpelmann War Moans. Auch hierauf gebe sich die Band handwerklich begabt, die Musik sei sowohl poppig als auch explosiv und man vermische „Punk-Appeal und Metal-Aggression“. Auch seien wieder Anflüge aus dem Stadion-Rock vorhanden. Man habe sich verstärkt nun dem klassischen Heavy Metal sowie Melodic Hardcore gewidmet, und durch progressive Elemente lägen Vergleiche zu The Mars Volta und Muse nahe. Lothar Gerber vom Metal Hammer bezeichnete die Musik von War Moans als „Metal ’n’ Roll“, der voller „Drive, Potenzial und Qualität“ sei. Thomas Kerpen vom Ox-Fanzine fiel die extreme Geschwindigkeit und die kurze Spielzeit von unter drei Minuten pro Lied an Bleeder auf und fasste die Musik als Mischung aus Stoner-, Speed- und Thrash-Metal zusammen. Im Vergleich zu einer Band wie Torche, die jedoch Power Pop und Sludge vermische, fehle es an Eingängigkeit. Insgesamt sei die Musik brutal, jedoch auch etwas gehetzt wirkend gespielt. Die Instrumente würden präzise gespielt, der Gesang schwanke zwischen gutturalem und Klargesang. Um wirklich als Progressive Rock gelten zu können, fehle es Mutoid Man etwas an Bandbreite, trotz der gebotenen Mischung aus Hardcore Punk, Metal und Classic Rock. Zwei Jahre später rezensierte Joachim Hiller das zweite Album. Ihm fiel als erstes Brodskys Gesang auf, den er als unverkennbar bezeichnete. Auch charakteristisch sei sein „seltsam ‚technoid‘ anmutendes, exaktes und mal verspieltes, mal sehr straightes Gitarrenspiel“, was Mutoid Man zu einem guten Cave-In-Ersatz (eine vorherige Band, bei der er zusammen mit Koller aktiv gewesen sei) mache. Das Schlagzeugspiel sei donnernd und galoppierend. Auf dem Album vereine die Band unter anderem Stilmerkmale von Black Sabbath sowie Elemente aus dem  Stoner Rock, Hardcore Punk, Doom Metal und Thrash Metal, und Hiller hätte es auch nicht gewundert, wäre ein Gastbeitrag von Mike Patton dabei gewesen. Insgesamt sei die Musik komplex, abwechslungsreich, atemlos, hektisch und groovend.

## Diskografie
- 2013: Helium Head (EP, Magic Bullet Records)
- 2015: Bleeder (Album, Sargent House Records)
- 2017: War Moans (Album, Sargent House Records)
- 2023: Mutants (Album, Sargent House Records)